# الوجه الأصفر (رواية)
الوجه الأصفر هي رواية صدرت عام 2023 كتبتها ريبيكا كوانج [الإنجليزية]. وصف الكتاب بأنه هجاء للتنوع العرقي في صناعة النشر بالإضافة إلى قصة ما وراء وسائل التواصل الاجتماعي، وخاصة تويتر. والكتاب هو أول مشروع لكوانج في الخيال الأدبي.

## الكتابة والتطوير
بدأت كوانج في وضع تصور الكتاب لأول مرة في عام 2021، وسط محادثات تتعلق بالتنوع والتمثيل في صناعة النشر. كتبت المسودة الأولى على مدار بضعة أشهر، مستوحاة من تجاربها الخاصة كمؤلفة أمريكية آسيوية، حيث قيل لها إن جاذبيتها ترجع إلى حد كبير أو كليًا إلى كونها مؤلفة "رمزية".
عند قراءة أجزاء من المسودة الأولى، كان الوكيل الأدبي لكوانج مترددًا في البداية بشأن المشروع وحاول نصح كوانج بمتابعة المشروع بشكل أكبر نظرًا لأن محتواه يُنظر إليه على أنه هجوم على صناعة النشر، لكنها أصرت على متابعة مشروع الكتاب، نشر في النهاية عن هاربر كولنز.